# Gamleriket
Gamleriket är ett naturreservat inom Kinnekulle naturvårdsområde i Götene kommun i Västergötland.
Området är skyddat sedan 2007 och omfattar 21 hektar. Det ligger på västra sidan av Kinnekulle, norr om Blomberg, mellan Hjelmsäters säteri och Kinnekullebanan. Reservatet består mest av hagar med mycket gamla ekar. Inom området finns läderbaggen, en liten skalbagge som fått namn efter sin doft, gammalt ryssläder. I sumpskogen i reservatets västra del dominerar ask, alm och klibbal. 
Skagens naturreservat ingår i EU:s nätverk av skyddade områden, Natura 2000.